# 瑞典少女
《瑞典少女》（英語：Maid in Sweden，或作《瑞典女僕》）是一部於1971年上映的美国劇情電影，由署名為弗洛赫·約翰遜（Floch Johnson）的以色列導演Dan Wolman執導。電影拍攝於1969年瑞典的首都斯德哥尔摩，而且當中絕大多數的演員都是瑞典人，所以儘管電影內的對白主要還是英語，但演員的英語都帶點外國人的口音。電影由Christina Lindberg、Monica Ekman及 Krister Ekman主演。電影的名稱亦借用了其英語諧音，即「瑞典製造」（Made in Sweden）的意思。

## 劇情摘要
電影講述時年16歲、與其中產父母一同居住在瑞典鄉郊的英加接到了其姊姊格蕾塔的來信。格蕾塔邀請英加前往格蕾塔在斯德哥尔摩的家共渡週末；但另一方面，格蕾塔在未得其同居男友卡斯坦的同意而擅自作出邀約。結果等待着入世未深的英加，是一系列「浪漫」的冒險旅程。結果英加無法抵抗卡斯坦的魅力，導致格蕾塔與卡斯坦分手。

## 角色列表
- Christina Lindberg（瑞典语：Christina Lindberg）[6] 飾 英加（Inga）
- 蒙尼卡·埃克曼（瑞典语：Monica Ekman） 飾 格蕾塔（Greta），英加的姊姊
- 克里斯特·埃克曼（瑞典语：Krister Ekman） 飾 卡斯坦（Casten），格蕾塔的同居男友
- Leif Näslund 飾 比約恩（Bjorn），卡斯坦的藝術家朋友[2]
- Per-Axel Arosenius（瑞典语：Per-Axel Arosenius） 飾 英加與格蕾塔的父親
- Ittla Frodi（瑞典语：Ittla Frodi） 飾 英加與格蕾塔的母親
- Henrik Meyer[5] 飾 Ole，英加的男友
- Wivian Öiangen 飾 Brita，英加的女性友人
- Jim Engelau 飾 Leonard
- Tina Hedström（瑞典语：Tina Hedström） 飾 Helen（夢中的女同性戀者）

在電影中飾演父女關係的Per-Axel Arosenius和Christina Lindberg，在電影上映兩年後的1973年另一部電影Thriller – en grym film再度飾演兩父女。這部電影亦是女主角Christina Lindberg所拍攝的第一部電影，往後亦拍攝了不少題材類似的電影，被視為瑞典在1970年代的性感女神。此外，飾演同居情侶的蒙尼卡及克里斯特·埃克曼在電影拍攝時仍然是一對夫婦（二人在1990年代後期離婚）。

## 有關電影
取景於斯德哥尔摩《瑞典少女》拍攝於瑞典（與丹麥）對電影禁制解除初期的1969年11月，因此電影充斥了大量裸露及性愛場面的描寫，因此在某些地區被歸類為色情電影。製片是The Cannon Group Inc. 與 Jena Film 的Ami Artzi。劇本由Mike Hunt和喬治·諾里斯（George T. Norris）撰寫，電影由Hans Welin拍攝。喬治·諾里斯同時亦為這部電影剪接。配樂由鮑勃·納什（Bob Nash）創作。電影於1971年的11月3日於舉辦首映，然後1972年7月15日在日本首映、1974年10月11日在比利时首映、1975年在土耳其首映，而在意大利的首映更遲至1976年。